# Степънулф
Степънулф (на английски: Steppenwolf) е рок музикална група, основана в Лос Анджелис, Съединените американски щати през 1967 г.
Тя постига най-голяма популярност в края на 1960-те и началото на 1970-те години, като най-известните ѝ песни са „Born to Be Wild“, „Magic Carpet Ride“ и „Rock Me“.